# Nanami Inoue
Nanami Inoue (井上 奈々朱, Inoue Nanami) est une joueuse de volley-ball japonaise née le 19 juin 1989 à Fuchū. Elle mesure 1,79 m et joue au poste de centrale. 

## Clubs
| Club                   | De        | À         |
| ---------------------- | --------- | --------- |
| Denso Airybees         | 2008-2008 | 2008-2008 |
| Shikoku Eighty 8 Queen | 2008-2009 | 2008-2009 |
| Denso Airybees         | 2009-2010 | 2013-2014 |
| Hitachi Rivale         | 2014-2015 | 2016-2017 |
| Toray Arrows           | 2017-2018 | …         |

## Palmarès

### Clubs
- Coupe de l'impératrice
  - Vainqueur : 2010.
  - Finaliste : 2014, 2016.
- V Première Ligue
  - Finaliste : 2016, 2019.
- Tournoi de Kurowashiki
  - Finaliste : 2017.

### Distinctions individuelles
- Coupe d'Asie de volley-ball féminin 2008: Meilleure serveuse.